# ویسنته فرناندز
ویسنته فرناندز (انگلیسی: Vicente Fernández؛ زادهٔ ۱۳ مارس ۲۰۰۴) بازیکن فوتبال اهل شیلی است که در پست مدافع برای باشگاه فوتبال یونیون لا کالرا در لیگ برتر فوتبال شیلی بازی می‌کند.
وی با بازی در سن ۱۳ سالگی در لیگ برتر فوتبال شیلی تبدیل به جوان‌ترین بازیکن تاریخ این لیگ شد.